# Achéron (Q150)
| «Ашерон»                                                                     | «Ашерон» | «Ашерон» |
| ---------------------------------------------------------------------------- | --- | --- |
| Achéron (Q150)                                                               | | |
|                                                                              | | |
| Схема підводного човна типу «Редутабль»                                      | | |
| Верф                                                                         | Ateliers et Chantiers de la Loire, Сен-Назер | Ateliers et Chantiers de la Loire, Сен-Назер |
| Під прапором                                                                 | Франція | Франція |
| Належність                                                                   | Військово-морські сили Франції | Військово-морські сили Франції |
| Порт приписки                                                                | Шербур, Тулон | Шербур, Тулон |
| На честь                                                                     | Ахеронта | Ахеронта |
| Закладений                                                                   | 24 вересня 1927 | 24 вересня 1927 |
| Спуск на воду                                                                | 6 серпня 1929 | 6 серпня 1929 |
| Введений до складу флоту                                                     | 22 лютого 1932 | 22 лютого 1932 |
| На службі                                                                    | 1932–1942 | 1932–1942 |
| Загибель                                                                     | 27 листопада 1942 року затоплений у Тулоні, щоб запобігти його захопленню німцями. 26 червня 1943 року піднятий італійцями. 9 вересня 1943 року захоплений німцями. 24 листопада 1943 року затоплений авіацією союзників     | 27 листопада 1942 року затоплений у Тулоні, щоб запобігти його захопленню німцями. 26 червня 1943 року піднятий італійцями. 9 вересня 1943 року захоплений німцями. 24 листопада 1943 року затоплений авіацією союзників     |
| Бойовий досвід                                                               | Друга світова війна Битва за Атлантику Битва на Середземному морі | Друга світова війна Битва за Атлантику Битва на Середземному морі |
| Проєкт                                                                       | | |
| Тип ПЧ                                                                       | великий крейсерський дизель-електричний підводний човен | великий крейсерський дизель-електричний підводний човен |
| Основні характеристики                                                       | | |
| Швидкість (надводна)                                                         | 17,5 вузлів (32,4 км/год) | 17,5 вузлів (32,4 км/год) |
| Швидкість (підводна)                                                         | 10 вузлів (18,6 км/год) | 10 вузлів (18,6 км/год) |
| Робоча глибина занурення                                                     | 75 м | 75 м |
| Гранична глибина занурення                                                   | 80 м | 80 м |
| Дальність плавання                                                           | 14 000 миль (26 000 км) на швидкості 7 вузлів (надводна) 10 000 миль (18 600 км) на швидкості 10 вузлів (надводна) 4 000 миль (7 000 км) на швидкості 17 вузлів (надводна) 90 миль (170 км) на швидкості 7 вузлів (підводна) | 14 000 миль (26 000 км) на швидкості 7 вузлів (надводна) 10 000 миль (18 600 км) на швидкості 10 вузлів (надводна) 4 000 миль (7 000 км) на швидкості 17 вузлів (надводна) 90 миль (170 км) на швидкості 7 вузлів (підводна) |
| Автономність плавання                                                        | 30 діб | 30 діб |
| Екіпаж                                                                       | 71 офіцер та матрос | 71 офіцер та матрос |
| Розміри                                                                      | | |
| Довжина найбільша (по КВЛ)                                                   | 92,30 м | 92,30 м |
| Ширина корпусу найб.                                                         | 8,1 м | 8,1 м |
| Середня осадка (по КВЛ)                                                      | 4,4-4,7 м | 4,4-4,7 м |
| Водотоннажність надводна                                                     | 1572 т | 1572 т |
| Водотоннажність підводна                                                     | 2092 т | 2092 т |
| Силова установка                                                             | | |
| Дизель-електрична: 2 × дизельні двигуни Schneider 2 × електродвигуни Alsthom | | |
| Гвинти                                                                       | 2 | 2 |
| Потужність                                                                   | 2 × 3000 к.с. (дизелі) 2 × 1200 к. с. (електродвигуни) | 2 × 3000 к.с. (дизелі) 2 × 1200 к. с. (електродвигуни) |
| Озброєння                                                                    | | |
| Артилерія                                                                    | 1 × 100-мм гармата SM1925 CA | 1 × 100-мм гармата SM1925 CA |
| Торпедно- мінне озброєння                                                    | 9 × 550-мм торпедних апаратів 2 × 400-мм торпедних апарати 13 торпед | 9 × 550-мм торпедних апаратів 2 × 400-мм торпедних апарати 13 торпед |
| ППО                                                                          | 1 × 13,2-мм великокаліберний кулемет M1929 | 1 × 13,2-мм великокаліберний кулемет M1929 |

«Ашерон» (Q150) (фр. Achéron (Q150) — військовий корабель, великий океанський підводний човен типу «Редутабль» військово-морських сил Франції часів Другої світової війни.
Підводний човен «Ашерон» був закладений 24 вересня 1927 року на верфі компанії Ateliers et Chantiers de la Loire у Сен-Назері. 6 серпня 1929 року він був спущений на воду, а 22 лютого 1932 року увійшов до складу ВМС Франції.

## Історія служби
У 1937 році «Ашерон» та однотипні кораблі «Агоста», «Бевез'є» і «Френель» отримали наказ здійснити навчальний похід до Аргентини, щоб перевірити витривалість екіпажів французьких підводних човнів та їх обладнання. На основі досвіду інших французьких підводних човнів, які здійснювали подібні переходи до таких місць, як Дуала у французькому Камеруні та французький Індокитай у Південно-Східній Азії, на борту «Агости» та «сістер-шипом» «Уессан» було встановлено систему повітряного охолодження, щоб перевірити її здатність покращувати умови проживання екіпажу човнів у тропічному кліматі.
На початку Другої світової війни корабель служив у Середземному морі у 3-му дивізіоні, 3-ї ескадри 1-ї флотилії підводних човнів Середземноморського флоту у Тулоні.
На початку листопада 1939 року «Ле Конкеран», «Ашерон» і «Ле Еро» вийшли з Тулона і супроводжували есмінець «Кассард» до Касабланки, досягнувши місця призначення 7 листопада.
У червні 1940 року корабель перебував у Бейруті у складі 3-ї ескадри підводних човнів (разом з «Актеон» і «Проті»). 10 червня, після оголошення війни Італією, група ПЧ вийшла з бази, вирушивши на патрулювання до архіпелага Додеканес, на схід від Лероса.
Після поразки Франції у Західній кампанії літом 1940 року корабель продовжив службу у складі військово-морських сил уряду Віші.
10 листопада 1942 року німецькі війська розпочали операцію із захоплення решти території Франції, й Гітлер віддав наказ негайно захопити французький флот силою.
27 листопада в ході затоплення французького флоту в Тулоні, французами були знищені 77 кораблів, у тому числі 3 лінійні кораблі, 1 гідроавіаносець «Командан Тест», 7 крейсерів, 15 есмінців, 13 міноносців, 6 шлюпів, 15 підводних човнів, 9 сторожових катерів, 19 допоміжних суден, 1 навчальний корабель, 28 буксирів і 4 кранів. П'яти підводним човнам вдалося в хаосі ситуації вирватися з бази, три досягли Північної Африки (два підводні човни дійшли до Алжиру: «Касаб'янка» і «Марсойн», один човен «Глорейкс» — Орану), човен «Іріс» дістався іспанської Барселони, і останній — «Венус» — змушений був затопитися в гирлі гавані.